# Attila Kuttor
Attila Kuttor (Miskolc, 29 maggio 1970) è un allenatore di calcio ed ex calciatore ungherese, di ruolo difensore, allenatore del Vasas.

## Palmarès

### Giocatore

#### Competizioni nazionali
- Campionato ungherese: 1

MTK Budapest: 1996-1997
- Coppa d'Ungheria: 4

MTK Budapest: 1996-1997, 1997-1998
MTK Hungária: 1999-2000
FC Fehérvár: 2005-2006

### Allenatore

#### Competizioni nazionali
- Nemzeti Bajnokság II: 1

Vasas: 2021-2022